# MikroTik
MikroTik（ミクロティック、マイクロティック、ラトビア語: SIA Mikrotīkls）は、ネットワーク機器を製造するラトビアの企業。有線・無線ネットワークのルーター、スイッチ、アクセスポイントならびに、ネットワークオペレーティングシステム、補助ソフトウェアを開発・販売する。

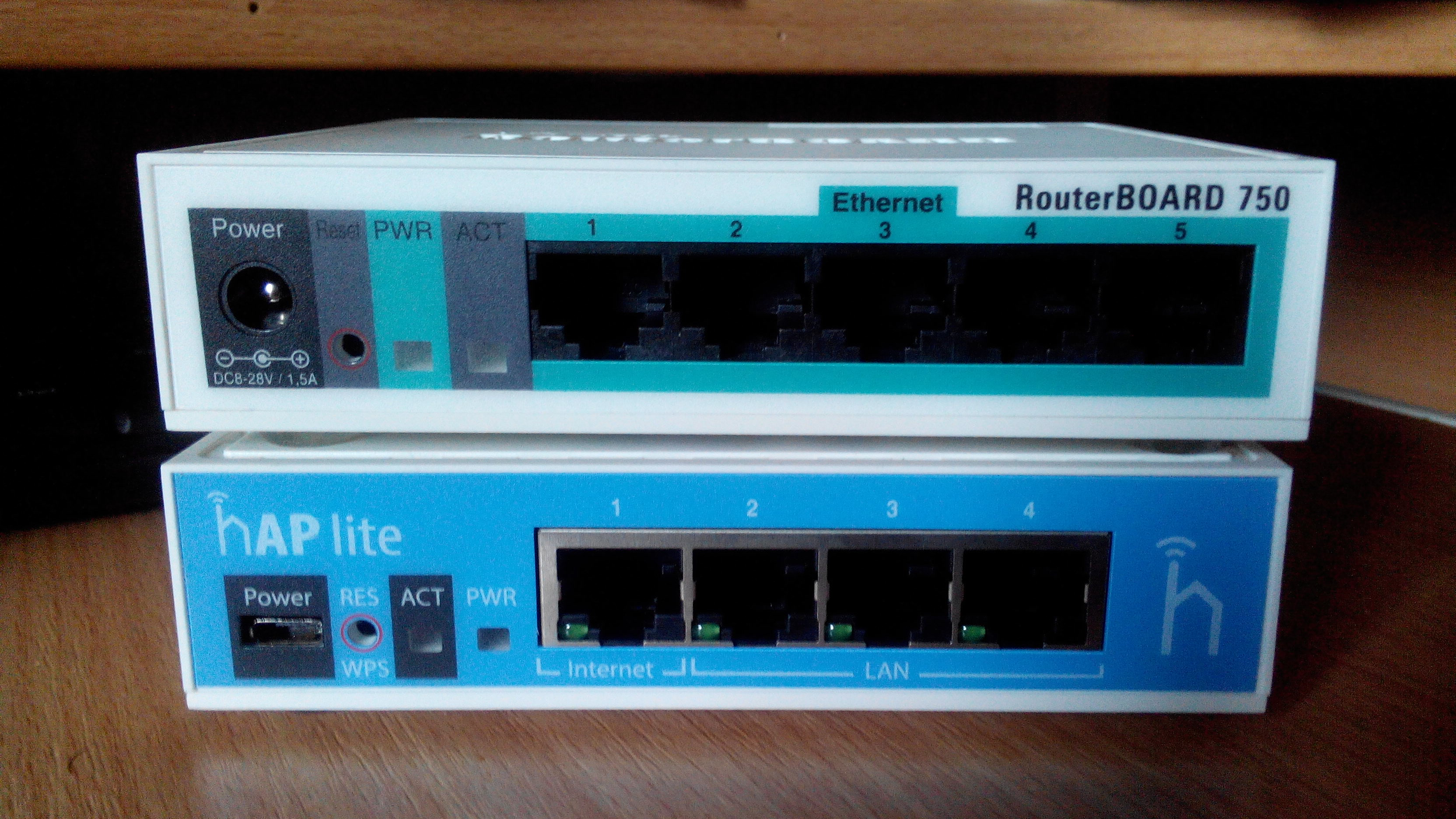
MikroTikブランドのルータ

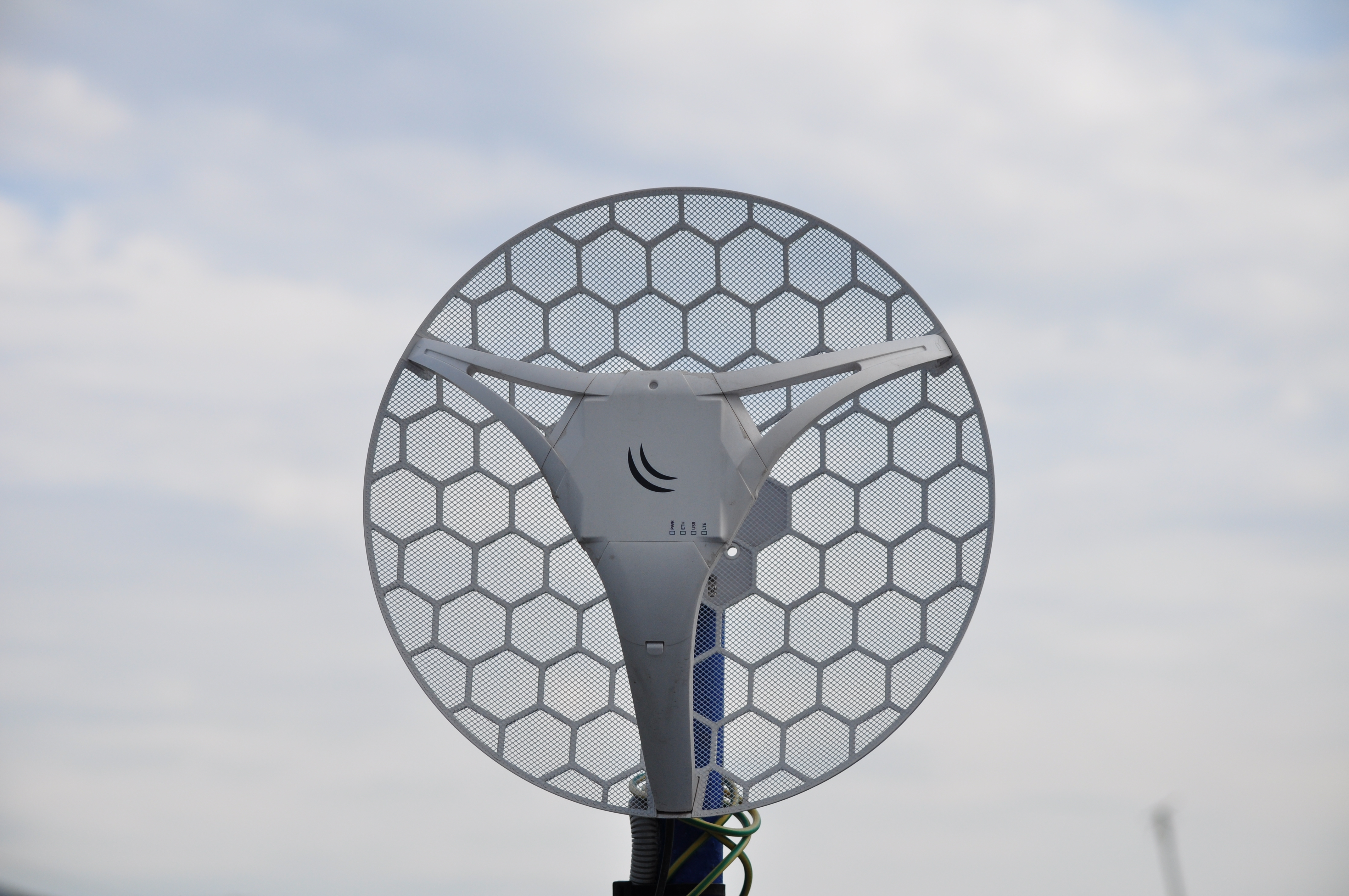
屋上LTEアンテナ

## 概要
新興市場での機器販売を中心として1996年に設立された。2019年8月時点で280名の従業員を有する。2015年には2億ユーロの売上を数えラトビアで20番目の企業規模となった。

## 脆弱性
- 2018年5月23日、MikroTik機器がマルウェア「VPNFilter（英語版）」に対して脆弱であることがCisco Talosインテリジェンスグループによって報告された[4][5][6]。
- MikroTikのルーターが暗号通貨マルウェアであるCoinhiveに侵害された[7]。
- 6.42までのRouterOSは、WinBoxインターフェースに存在したディレクトリトラバーサルの脆弱性により、認証されていない遠隔の攻撃者が任意のファイルを読み取り、また認証された遠隔の攻撃者が任意のファイルを書き込むことを許す状態にあった[8][9][10]。

## 製品の普及
MikroTik製品は様々なニッチ市場において受け入れられている。コンピュータネットワークのDIYや、低予算アプリケーションの用途において人気がある。